# Łatwa (stacja kolejowa)
Łatwa (biał. Латва; ros. Лотва, Łotwa) – stacja kolejowa w miejscowości Łatwa, w rejonie szkłowskim, w obwodzie mohylewskim, na Białorusi. Leży na linii Orsza - Mohylew.
Od stacji Łatwa linia jednotorowa z Orszy przechodzi w linię dwutorową prowadzącą do Mohylewa.